# Мазур Дмитро Анатолійович
Дмитро Анатолійович Мазур (нар. 17 березня 1967, Київ, УРСР) — колишній український футболіст, захисник, півзахисник, нападник.

## Кар'єра гравця
Дмитро Мазур народився 17 березня 1967 року. Вихованець київської СДЮШОР «Динамо» Саме в київському клубі 1984 року й розпочав кар'єру професійного гравця, але його перебування в команді обмежилося лише тренуванням з основним складом.
До розпаду СРСР також виступав у чернівецькій «Буковині» (1985—1987), жидачівському «Авангарді» (1988) та чортківському «Кристалі» (з 1990 року).
Після здобуття Україною незалежності продовжив свої виступи в чортківському клубі. У 1992 році був у заявці команди на сезон у першій лізі, але в чемпіонаті так і не зіграв жодного поєдинку. Натомість у кубку України того ж року зіграв 3 поєдинки, в яких відзначився 2 голами. Потім виступав у друголіговому «Промені» (с. Воля Баранецька), у складі якого зіграв у чемпіонаті 4 матчі (2 голи). Того ж року пішов на підвищення та перейшов до першолігової «Скали». У складі стрийської команди зіграв 6 матчів, забив 2 м'ячі.
Впевнена та вдала гра футболіста привернула увагу представників львівських «Карпат». І вже того ж 1992 року перейшов до вищолігових «Карпат». У футболці львів'ян дебютував 16 серпня 1992 року у матчі проти рівненського «Вереса». Загалом у чемпіонатах України за «зелено-білих» зіграв 39 матчів, забив 4 м'ячі. У кубу України за «левів» зіграв 10 м'ячів, відзначився 1 голом. Також зіграв 1 поєдинок у Кубку володарів кубків європейських країн сезону 1993/94 років.
У 1994 році Дмитро переходить до складу івано-франківського «Прикарпаття», у складі якого виступав до 1998 року. У своєму дебютному сезоні в складі «Прикарпаття» Мазур відіграв 18 матчів (1 гол), чим допоміг своїй новій команді стати переможцем першої ліги та підвищитися в класі. У футболці івано-франківської команди виступав до 1998 року. За цей час в чемпіонатах України зіграв 132 матчів та забив 12 м'ячів, ще 5 поєдинків за «Прикарпаття» він відіграв у кубку України. Також протягом 1995—1998 років зіграв 6 матчів у футболці ФК «Тисмениці».
У 1998 році підсилив склад тернопільської «Ниви», кольори якої захищав до 2001 року. За цей час у чемпіонатах України зіграв 65 матчів та забив 3 м'ячі, в кубку України зіграв 5 поєдинків. Також у сезоні 2000/01 років зіграв 3 матчі в у друголіговому фарм-клубі тернополян, ФК «Тернопіль-Нива-2». В 2001 році спробував свої сили за кордоном, поїхав підкорювати Болгарію. Виступав у місцевому чемпіонаті в складі «Ботев-1912» (Пловдив), але в складі болгарського клубу зіграв лише 3 поєдинки у вищій лізі, після чого повернувся до України.
У 2001 році перейшов до складу золочівського «Сокола». У сезоні 2001/02 років у другій лізі зіграв 34 матчі (2 голи), чим допоміг своєму новому клубу стати срібним призером групи Б другої ліги та підвищитися у класі. Загалом у футболці золочівського клубу відіграв 52 матчі та забив 3 м'ячі, ще 3 матчі (1 гол) зіграв у кубку України.
У сезоні 2003/04 років завершував кар'єру гравця у складі аматорського клубу «Хімік» (Новий Розділ), який виступав у чемпіонаті Львівської області. У футболці «хіміків» Дмитро зіграв 3 поєдинки.

## Досягнення
- Перша ліга чемпіонату України
  -  Чемпіон (1): 1993/94

- Група А другої ліги чемпіонату України
  -  Срібний призер (1): 2001/02

- Кубок України
  -  Фіналіст (1): 1993

## Особисте життя
Закінчив Львівський державний інститут фізичної культури.
У 2006 році отримав американське громадянство. Зараз проживає у США. Одружений. Разом з дружиною Оксаною виховує доньку Вікторію та сина Юрія. Юрій також футболіст, виступає у клубі Прем'єр-ліги Львівської області «Скала-2» (Моршин).